# Асбестовский переулок
Асбе́стовский переу́лок — переулок в жилом районе «Пионерский» Кировского административного района Екатеринбурга.

## Происхождение названия
Переулок назван по имени города Асбест.

## Расположение и благоустройство
Асбестовский переулок идёт с запада на восток между улицами Блюхера и Советской, начинаясь от примыкания к улице Тобольской и заканчиваясь у улицы Блюхера. Протяжённость переулка составляет около 250 метров. Ширина проезжей части — около 5 м. С обеих сторон переулок оборудована небольшими тротуарами.

## История
Застройка части города на месте Асбестовского переулка началась в 1930-е годы. На карте Свердловска 1932 года переулок обозначен как переулок Шарташский, причём застройка находилась лишь на нечётной стороне в начале переулка. Как уже застроенный переулок обозначен на немецкой карте Свердловска 1942 года. Рядом с ним на чётной стороне располагался безымянный рынок.

## Здания и сооружения
Внимание! Этот раздел содержит информацию по состоянию на октябрь 2016 года
По нечётной стороне:
- № 3 — шестиэтажный 160-квартирный кирпичный жилой дом постройки 1967 года;
- № 3/2 — девятиэтажный 108-квартирный панельный жилой дом постройки 1984 года;
- № 3/3 — девятиэтажный 108-квартирный панельный жилой дом постройки 1985 года;
- № 5 — пятиэтажный 76-квартирный кирпичный жилой дом постройки 1965 года;
- № 7 — десятиэтажный 344-квартирный кирпичный жилой дом постройки 1969—1970 годов;
- № 7а — хозяйственный корпус;
- № 11 — четырёхэтажное административное здание.

По чётной стороне:
- № 2/1 — двенадцатиэтажный 96-квартирный панельный жилой дом постройки 1987 года;
- № 2/2 — двенадцатиэтажный 96-квартирный панельный жилой дом постройки 1989 года;
- № 2 к3 — семнадцатиэтажный жилой дом;
- № 2а — хозяйственный корпус;
- № 4 и 4а — семиэтажное административное здание;
- № 4ж — двухэтажное административное здание;
- № 6 (Красина, 127) — трёхэтажный жилой дом;
- № 8 — пятиэтажный 40-квартирный кирпичный дом постройки 1964 года.

## Транспорт

### Наземный общественный транспорт
Движение наземного общественного транспорта по улице не осуществляется. Остановок общественного транспорта поблизости нет.

### Ближайшие станции метро
Действующих станций метро поблизости нет, в отдалённой перспективе в 500 метрах от переулка планируется строительство станции  «Гагаринская».